# Wasiljewa Buża
Wasiljewa Buża (ros. Васильева Бужа) – wieś (dieriewnia) w Rosji, w Tatarstanie, w rejonie arskim. W 2010 liczyła 392 mieszkańców.